# هکلا (آریزونا)
هکلا (به انگلیسی: Hecla) یک منطقهٔ مسکونی در ایالات متحده آمریکا است که در آریزونا واقع شده‌است. هکلا ۱٬۴۰۱ متر بالاتر از سطح دریا واقع شده‌است.